# Ralph Milner
Ralph Milner (ur. w Stackstead, Hantshire, zm. 7 lipca 1591 w Winchesterze) – błogosławiony Kościoła katolickiego, męczennik.
Był niewykształconym protestanckim farmerem. Mieszkał w okręgu Flacsted w Hampshire. Pod wpływem swoich katolickich sąsiadów przeszedł na katolicyzm. Do więzienia trafił w dniu swojej pierwszej Komunii Świętej. Spędził w nim wiele lat. Wypuszczano go czasami, by mógł zbierać jałmużnę na rzecz współwięźniów. Będąc na wolności pomagał katolickim misjonarzom jako przewodnik. Związał się szczególnie z ks. Rogerem Dickensonem. Schwytano ich razem, oskarżono o prozelityzm i oddano pod sąd, gdzie Milner wzbudził litość sędziego, miał bowiem ośmioro dzieci. Zażądano, by powrócił na łono Kościoła anglikańskiego. Milner odmówił, za co został razem z ks. Dickensonem skazany na karę śmierci. Wyrok wykonano 7 lipca 1591 w Winchesterze.
Beatyfikowany w 1929 przez papieża Piusa XI.